# Chin-Park-shin-Partei
Die Chin-Park-shin-Partei (Koreanisch: 친박신당, Transliteration: Chin-Park-shin-dang, direkt ins Deutsche übersetzt: Neue Pro-Park-Partei) ist eine rechtsextreme Partei in Südkorea. Sie wurde im Vorfeld der Parlamentswahl in Südkorea 2020 von Unterstützern der ehemaligen Präsidentin Park Geun-hye gegründet. Die Partei versuchte Parks Unterstützung zu bekommen, diese erklärte jedoch ihre Unterstützung für die Mirae-tonghap-Partei mittels eines Briefes aus ihrem Gefängnis.